# Квитковое (Херсонская область)
Квитковое (укр. Квіткове) — село в Ивановской поселковой общине Генического района Херсонской области Украины.
Население по переписи 2001 года составляло 63 человека. Почтовый индекс — 75424. Телефонный код — 5531. Код КОАТУУ — 6522980503.
В селе родился Герой Советского Союза Фёдор Резник.

## Местный совет
75424, Херсонская обл., Ивановский р-н, с. Балашово